# Icefall Nunatak (södra)
Icefall Nunatak är en nunatak i Antarktis. Den ligger i Östantarktis. Australien gör anspråk på området. Toppen på Icefall Nunatak är 1 760 meter över havet, eller 162 meter över den omgivande terrängen. Bredden vid basen är 3,2 km.
Terrängen runt Icefall Nunatak är kuperad västerut, men österut är den platt. Trakten är obefolkad. Det finns inga samhällen i närheten.